# Клерамбо, Луи Николя
Луи Николя Клерамбо (фр. Louis-Nicolas Clérambault; 19 декабря 1676, Париж — 26 октября 1749, там же) — выдающийся французский композитор эпохи барокко, органист и клавесинист, придворный музыкант Людовика XIV.
Родился в семье музыкантов, рано начал играть на скрипке и клавесине, а мастерству органной игры учился у Андре Резона. На протяжении всей жизни занимал пост органиста в различных парижских храмах, а также был музыкальным руководителем пансиона для девушек Сен-Сир, для хора которого написаны многие его кантаты — светские, на греко-римские мифологические сюжеты.
Помимо кантат, которых Клерамбо написал более тридцати (собраны в 5 сборников, изданных в 1710—1726 гг.; наибольшим успехом у современников пользовалась кантата «Орфей»), ему принадлежит множество церковных песнопений, сонаты для скрипки и basso continuo, сборники пьес для клавесина и органа.
Вместе с композитором и флейтистом Жак-Кристофом Нодо состоял в масонской ложе "Coustos-Villeroy", был принят в ложу по рекомендации Нодо.

## Издания в СССР
Записи музыки Л.- Н.Клерамбо (произведения для органа) выходили в СССР серди многочисленных изданий музыки эпохи барокко, неоднократно, например,
можно вспомнить о долгоиграющей пластинке (LP), изданной на фирме "МЕЛОДИЯ" в 1965 г.:
"Л. Клерамбо К. Бальбатр И. С. Бах. Исполнитель: Леонид Ройзман - орган". Переиздана в 1983 году. Или о пластинке с записями Аушры Стасюнайте:
"Ф. ТЕЛЕМАН / Л. Н. КЛЕРАМБО - Кантаты, исполнитель: Аушра Стасюнайте, меццо-сопрано"  (на этом диске представлена кантата:  L.-N. Clérambault "Orfėо", созданная в 1702 году). 
Были и другие издания музыки Клерамбо. О Клерамбо писал видный советский музыковед Константин Розеншильд в книге "История зарубежной музыки" (первое изд.: 1970, второе изд.: 1983).